# 木村充揮
木村 充揮（きむら あつき、1954年3月24日 - ）は、日本の歌手。ブルースバンド「憂歌団」のボーカル。
在日韓国人であることを公表しており、本名は朴 秀勝（ぱく・すすん, 朝: 박수승）。通名は木村 秀勝（きむら ひでかつ）で、同名義で作詞活動も行う。

## プロフィール
大阪府大阪市生野区生まれ。大阪市立工芸高等学校美術科卒業。
木村の父は済州島生まれで、若い時に北海道、青森、東京を経て大阪に来た在日韓国人1世であり、その息子の木村は在日韓国人2世になる。
木村は7人兄弟の4番目（上から兄・兄・木村・妹・妹・弟の順）。実家は「東金属」という金属加工業を営んでおり、1階が工場、2階が住居であった。
非常に独特なハスキー・ボイスの歌声は『天使のダミ声』と称される。
いしいひさいち原作、地底人のOVAで地底人の司令官（リーダー）を演じていた。
ブルース・バンド「憂歌団」のリード・ヴォーカルであったが、1998年に無期限活動休止。以後、各種ユニットやソロ活動で活躍。
大阪府遊技業協同組合（大遊協）や日清食品のCMソングも手がけた。
1996年にフジテレビで放送された「タモリのSuperボキャブラ天国」の投稿ネタで登場したことがあり、司会者のタモリやパネラーの赤坂泰彦らを仰天させた。アシスタントの小島奈津子フジテレビアナウンサー（当時）によると、このネタ映像収録のためだけに、わざわざ大阪から上京したとのこと。

## 略歴
- 1970年 - 内田勘太郎とともにブルースバンド憂歌団を結成。
- 1975年 - 憂歌団デビュー。
- 1990年 - 姓名鑑定師と相談し芸名を通名だった「木村秀勝」から「木村充揮」とする。
- 1994年 - それまでとは異なるコンセプトで、ソロボーカリストとしての活動を開始。
- 1999年 - 10月、新バンド、CUM'CUM'（木村 Vo.G. 河内博 G. 渡辺けんぞう B. 正木五郎 Dr.）を結成。
- 2007年 - 同じくブルースシンガーである近藤房之助とのユニット「木村充揮×近藤房之助」としての活動を開始。所属はZAIN RECORDS。翌年にもシングルを発表。
- 2009年 - 「木村充揮×近藤房之助」を「クレイジードッグス」と改め、オリジナル・アルバム「クレイジードッグス」をリリース。
- 2011年 - 松竹配給の映画「毎日かあさん」（主演：小泉今日子　原作：西原理恵子）主題歌として「ケサラ～CHE SARA～」がエンディングに使用される。
- 2012年 - テレビドラマ「家族のうた」で第3話に本人役で出演する。
- 2013年 - 憂歌団の再結成を発表。

## ディスコグラフィー

### アルバム
- ポー（1994年7月6日）
- YOU-TONE（1995年7月5日）
- 俺らのハウス（1997年3月19日）
- HAYARIUTA流行歌（1997年9月18日）
- 30th Party（2006年3月8日）
- 小さな花（2006年4月5日）
- Kimura sings Vol.1 Moon Call（2011年3月9日）
- Kimura sings Vol.2 Daylight in Harlem（2011年4月13日）
- ザ・ライブ!（2019年4月24日）

KIMURA ATSUKI&THE BLUES GANG名義
- THE BLUES GANG LIVE（1994年7月21日）

木村充揮&有山じゅんじ名義
- 木村くんと有山くん（1998年10月1日）

CUM'CUM'名義
- CUM'CUM'（2000年11月1日）

木村充揮×近藤房之助名義
- 男唄 ～昭和讃歩～（2007年7月18日）

クレイジードッグス名義
- クレイジードッグス（2009年9月22日）

憂歌兄弟名義
- 憂歌兄弟（2014年3月12日）
  - LP+CD

### シングル
- アイム・ソーリー（1992年12月16日）
- OSAKA RAINY BLUE（蛸焼き橋）（1994年8月24日）
- しょっぱいね（1995年7月5日）
- ハレルヤ（1996年9月11日）

CUM'CUM'名義
- この道（2001年3月7日）

木村充揮&大西ユカリ名義
- それから（2006年6月7日）

木村充揮×近藤房之助名義
- クレイジー節 ～昭和讃歩～（2008年8月13日）

## 楽曲提供
- 華原朋美・21stシングル「あきらめましょう」作曲